# Norah Vincent
Norah Mary Vincent (Detroit, Michigan, 20 de setembre de 1968 – Suïssa, 6 de juliol de 2022) fou una escriptora estatunidenca. Treballà com a columnista en Los Angeles Times, en la revista informativa estatunidenca LGBT The Advocate, en The Village Voice i Salon.com. També ha col·laborat en The New Republic, The New York Times, Nova York Post, The Washington Post i altres publicacions periòdiques. Guanyà un reconeixement especial al 2006 pel seu llibre Self-Made Man, que explica fil per randa les experiències que va viure en passar divuit mesos com a home.

## Infància i joventut
Norah Mary Vincent naix a Detroit i es va criar allí i a Londres, on son pare treballava d'advocat per a Ford Motor Company. Estudià en la Universitat Williams College, i s'hi llicencià en Filosofia el 1990, abans de fer estudis de postgrau en la Universitat Boston College. Treballà com a editora per a Free Press.

## Carrera professional

### Self-Made Man
L'obra de Vincent Self-Made Man (2006) descriu un experiment de divuit mesos als anys 2000 en què es disfressà d'home. Això s'ha comparat amb formes anteriors de periodisme encobert, com Black Like Me. Vincent fou entrevistada per Juju Chang en el programa 20/20 de la cadena ABC News i parlà de la seua experiència en HARDtalk en la BBC el 21 d'abril de 2006. Hi va descriure les seues experiències en relacions home-home i home-dona. Entrà en un club de bitlles sols per a homes, en un grup de teràpia per a homes; en un club de striptease, isqué amb dones i aprofità el que sabia com a catòlica no practicant per a visitar un monestir de monjos.
Vincent escrigué que l'única vegada en què l'havien vist massa femenina era en la seua etapa com a home. Més d'una volta pensaren que el seu altre jo, Ned, era gai. Els trets que semblaven "poc femenins" quan es presentava com a dona eren considerats estranyament femenins quan es presentava com a home. Vincent afirmà que, després de l'experiment, s'havia adonat dels beneficis de ser dona i dels desavantatges de ser home. Digué: «m'agrada molt ser dona. ...M'agrada més ara que ho veig més com un privilegi».
També considerava que després de la seua experiència tenia més simpatia i comprensió pels homes i la condició masculina: «Els homes estan sofrint. Tenen problemes diferents als de les dones, però no ho tenen més fàcil. Necessiten el nostre suport, necessiten el nostre amor i es necessiten l'un a l'altre més que qualsevol altra cosa. Necessiten estar junts».

### Voluntary Madness
L'obra de Vincent Voluntary Madness (2008) relata les seues experiències com a pacient hospitalitzada en tres centres per a malalts mentals: «una habitació en un hospital públic de la ciutat, una institució privada de l'oest mitjà dels Estats Units i una clínica cara de la Nova Era». Va criticar els metges que, segons ella, eren inaccessibles, i que depenien massa de teràpies basades en medicaments, mentre que altres sols s'ocupaven dels símptomes en lloc de les causes que els provocaven.
L'obra de Vincent també tracta el tema dels pseudopacients i d'aquells que continuen malalts per no col·laborar en la teràpia.

### Últims treballs
En la dècada del 2010, Vincent escrigué dues novel·les: Thy Neighbor (2012), considerada «un thriller fosc i còmic» per The New York Times, i Adeline (2015), en la qual imagina la vida de Virginia Woolf des que escrigué Al far fins que es va suïcidar, el 1941.

## Vida personal, opinions i mort
Vincent, que era lesbiana, estigué casada un temps amb Kristen Erickson, però es divorciaren aviat.
A Vincent la descrigueren com una llibertària que criticava el postmodernisme i el multiculturalisme. Vincent no creia que les persones transgènere pertanyessen al sexe amb el qual s'identificaven, i per això la van acusar d'intolerant. En un article per a The Village Voice, escriu: «[la transsexualitat] significa la mort d'un mateix, l'ànima, aquest bon "jo" indubtable i antiquat que tant estimava Descartes, el gran proverbi del qual "Pense, aleshores existisc" s'ha convertit en un acudit ontològic més o menys com "I tinker, and there I am" (trastege, i ací soc)».
Vincent mor per suïcidi assistit en una clínica a Suïssa el 6 de juliol de 2022, als 53 anys. No s'informà de la seua mort fins a l'agost del 2022.

## Publicacions
- Self-Made Man (Viking Adult, 2006)[2][10]
- Voluntary Madness (Viking Adult, 2008)
- Thy Neighbor (Viking Adult, 2012)
- Adeline: A Novell of Virgínia Woolf (Houghton Mifflin Harcourt, 2015)